# Eleonora Kateřina Falcká
Eleonora Kateřina Falcká (17. května 1626, Zámek Stegeborg, Švédsko – 3. března 1692, Osterholz-Scharmbeck, Německo) byla, po nástupu jejího bratra Karla X. Gustava na švédský trůn, princezna švédská. Vdala se za Fridricha Hesensko-Eschwegského, se kterým ovšem měla pouze tři dcery. Po smrti manžela Fridricha se stala správkyní všech jeho území a byla jí až do vlastní smrti.

## Život

Eleonořina matka Kateřina

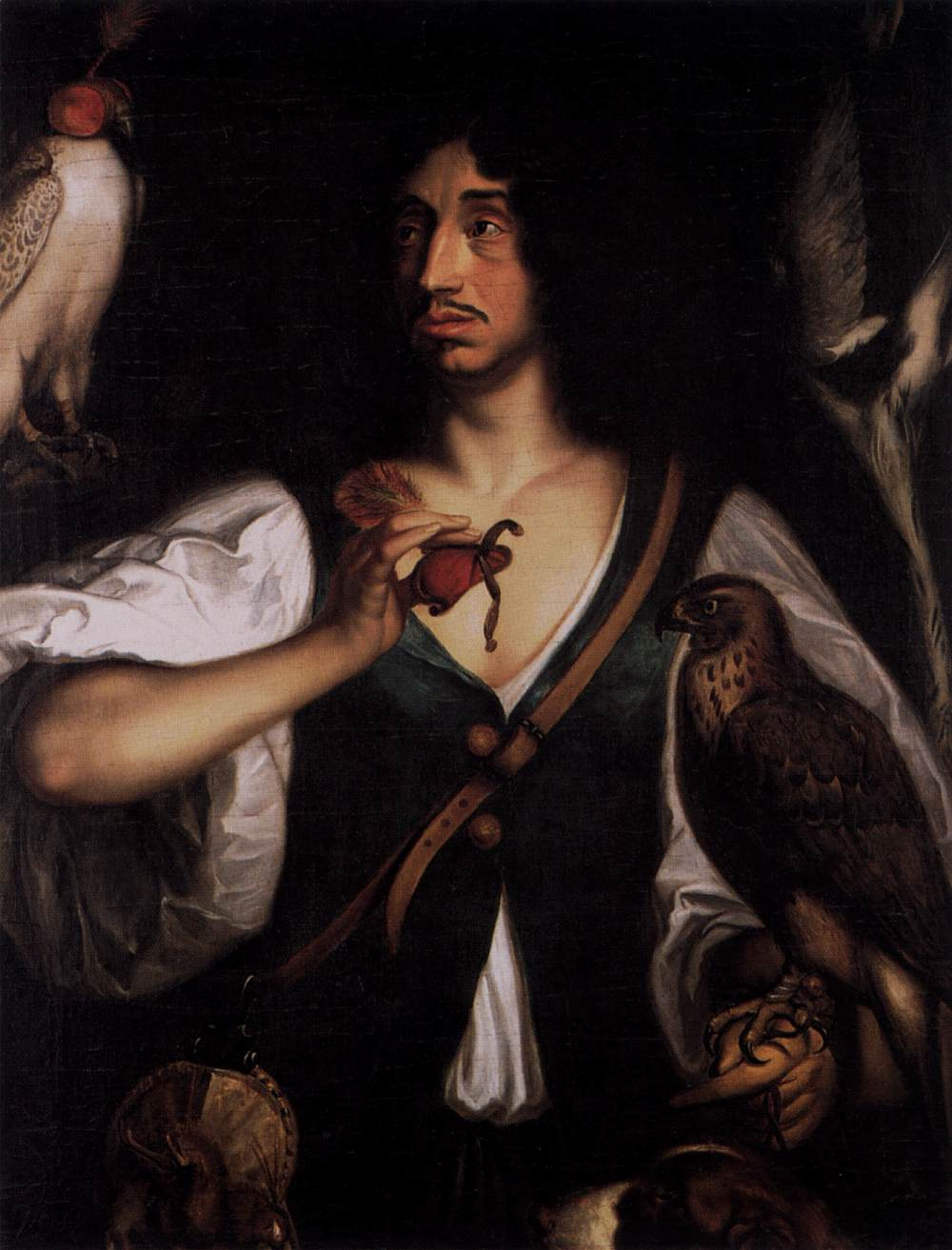
Fridrich Hesensko-Eschwegský, Eleonořin manžel

### Původ a dětství
Eleonora Kateřina Falcká se narodila 17. května 1626 na švédském zámku Stegeborg do rodiny německého šlechtice Kazimíra Falcko-Zweibrückenského a jeho manželky Kateřiny Švédské. Z tohoto svazku vzešlo celkem osm dětí: pět dcer a tři synové. Jedním z jejich tří synů byl i Karel Gustav, Eleonořin starší bratr a budoucí král Švédska. Eleonořiny rodiče byli příbuzní: sestřenka a bratránkem. Spojoval je jejich praděd Filip Hesenský.
Rodina původně žila v Německu, ale roku 1622 přesídlila do Švédska, kde se narodila i Eleonora. Eleonora Kateřina a její sourozenci ale nebyli vychováváni rodiči; byli v pěstounské péči, kde vyrůstali s jejich sestřenicí Kristýnou I. Švédskou, která byla o půl roku mladší než Eleonora Kateřina.

### Sňatek a aféra
Roku 1643 začala rodina sedmnáctileté Eleonory smlouvat sňatek s Fridrichem Hesensko-Eschwegským, synem Mořice Hesensko-Kasselského. Fridrich byl o devět let starší než jeho snoubenka a vyjednávání bylo velice obtížné, nakonec ale roku 1646 skončilo zdarem. Obě strany se nakonec domluvily na věnu 20 tisíc zlatých. Dne 6. září toho roku se na švédském hradě Tre Kronor konala svatba. Novomanželské štěstí ale netrvalo dlouho; nebo spíše vůbec nezačalo. Sňatek byl čistě politický a snoubenci se navzájem nesnášeli. Eleonora se navíc krátce po svatbě Fridrichovi přiznala, že měla poměr s francouzským hudebníkem Antoinem de Beaulieuem a čeká s ním dítě. Fridrich se rozhodl Eleonořino těhotenství neřešit a snažil se jej skrýt, přesto se z toho stala obecně známá aféra. O Eleonořině vztahu s de Beaulieuem svědčí například dopis s básní od Antoina, který byl Eleonoře Kateřině adresován.
Dítě Eleonory a Antoina se narodilo 31. března 1647 a byla to dcera Markéta. Ta ale nežila dlouho a v říjnu toho roku zemřela.
Manželství Eleonory Kateřiny a Fridricha bylo nešťastné. Roku 1655 se Fridrich rozhodl zúčastnit, společně s nevlastním bratrem, bitvy v Polsku, kde ale byl zastřelen. Eleonora Kateřina se již nikdy znovu nevdala. Po aféře s de Beaulieuem jí bylo příliš trapné vracet se k švédskému dvoru a tak pobývala v jednom ze svých lén, Osterholzu (dnešní Osterholz-Scharmbeck). Založila zde první místní lékárnu a zaměstnala prvního učitele a lékaře. Mimo tohoto léna spravovala Eleonora Kateřina i veškerý Fridrichův majetek ve Svaté říši římské.

### Pozdější život
Eleonora se rozhodla poslat svoji druhou dceru Julianu na výchovu ke švédskému dvoru. Ta byla dlouho potenciální nevěstou pro Karla XI., avšak roku 1672 otěhotněla s ženatým švédským úředníkem Gustafem Lilliem. Jejich dítě, syn, bylo později pojmenováno po otci, avšak jeho další osud není znám.
V letech 1661, 1674 a 1681 Eleonora Kateřina navštívila Švédsko. Během jedné z jejích návštěv ji Lorenzo Magalotti, italský filozof, básník a diplomat, označil jako melancholickou a zkaženou ženu.
Roku 1692 ve věku pětašedesáti let Eleonora Kateřina Falcká zemřela. Je pohřbena v Altstädter Kirche (Staroměstský kostel) v Eschwege.

## Manželství a potomci
Z manželství s Fridrichem vzešlo šest dětí:
- Markéta (31. března 1647 – 19. října 1647)
- Christine Hesensko-Eschwegská (30. října 1649 – 18. března 1702), ⚭ 1667 Ferdinand Albert I. Brunšvicko-Wolfenbüttelsko-Bevernský (22. května 1636 – 23. dubna 1687), vévoda brunšvicko-wolfenbüttelsko-bevernský
- Alžběta (7. dubna 1650 – 27. dubna 1651)
- Juliana Hesensko-Eschwegská (14. května 1652 – 20. června 1693), ⚭ 1680 Johann Jakob Marchand, baron z Lilienburgu
- Šarlota Hesensko-Eschwegská (3. září 1653 – 7. února 1708),
⚭ 1673 August Sasko-Weissenfelský (3. prosince 1650 – 11. srpna 1674)
⚭ 1679 Jan Adolf, hrabě z Bentheim-Tecklenburgu (1637–1704), rozvedli se v roce 1693
- Fridrich (30. listopadu 1654 – 27. července 1655)

Prvním dítětem Eleonory Kateřiny ale nebyla dcera Kristýna; byla jí dcera Markéta, kterou měla s francouzským hudebníkem. Fridrichovi se k těhotenství přiznala a ten to chtěl utajit, i přesto se z toho ale stala známá aféra.

## Vývod z předků
|                          |                                  |  |                     |                              |  |  |  |  |  |  |  | Ludvík II. Falcko-Zweibrückenský |
|                          |                                  |  |                     |                              |  |  |  |  |  |  |  |                                  |
|                          | Volfgang Falcko-Zweibrückenský   |  |                     |                              |  |  |  |  |  |  |  |                                  |
|                          |                                  |  |                     |                              |  |  |  |  |  |  |  |                                  |
|                          |                                  |  |                     | Alžběta Hesenská             |  |  |  |  |  |  |  |                                  |
|                          |                                  |  |                     |                              |  |  |  |  |  |  |  |                                  |
|                          | Jan I. Falcko-Zweibrückenský     |  |                     |                              |  |  |  |  |  |  |  |                                  |
|                          |                                  |  |                     |                              |  |  |  |  |  |  |  |                                  |
|                          |                                  |  |                     | Filip I. Hesenský            |  |  |  |  |  |  |  |                                  |
|                          |                                  |  |                     |                              |  |  |  |  |  |  |  |                                  |
|                          | Anna Hesenská                    |  |                     |                              |  |  |  |  |  |  |  |                                  |
|                          |                                  |  |                     |                              |  |  |  |  |  |  |  |                                  |
|                          |                                  |  |                     | Kristýna Saská               |  |  |  |  |  |  |  |                                  |
|                          |                                  |  |                     |                              |  |  |  |  |  |  |  |                                  |
|                          | Kazimír Falcko-Zweibrückenský    |  |                     |                              |  |  |  |  |  |  |  |                                  |
|                          |                                  |  |                     |                              |  |  |  |  |  |  |  |                                  |
|                          |                                  |  |                     | Jan III. Klevský             |  |  |  |  |  |  |  |                                  |
|                          |                                  |  |                     |                              |  |  |  |  |  |  |  |                                  |
|                          | Vilém z Jülich-Cleves-Bergu      |  |                     |                              |  |  |  |  |  |  |  |                                  |
|                          |                                  |  |                     |                              |  |  |  |  |  |  |  |                                  |
|                          |                                  |  |                     | Marie Jülišsko-Bergská       |  |  |  |  |  |  |  |                                  |
|                          |                                  |  |                     |                              |  |  |  |  |  |  |  |                                  |
|                          | Magdalena Klevská                |  |                     |                              |  |  |  |  |  |  |  |                                  |
|                          |                                  |  |                     |                              |  |  |  |  |  |  |  |                                  |
|                          |                                  |  |                     | Ferdinand I. Habsburský      |  |  |  |  |  |  |  |                                  |
|                          |                                  |  |                     |                              |  |  |  |  |  |  |  |                                  |
|                          | Marie Habsburská                 |  |                     |                              |  |  |  |  |  |  |  |                                  |
|                          |                                  |  |                     |                              |  |  |  |  |  |  |  |                                  |
|                          |                                  |  |                     | Anna Jagellonská             |  |  |  |  |  |  |  |                                  |
|                          |                                  |  |                     |                              |  |  |  |  |  |  |  |                                  |
| Eleonora Kateřina Falcká |                                  |  |                     |                              |  |  |  |  |  |  |  |                                  |
|                          |                                  |  |                     |                              |  |  |  |  |  |  |  |                                  |
|                          |                                  |  | Erik Johansson Vasa |                              |  |  |  |  |  |  |  |                                  |
|                          |                                  |  |                     |                              |  |  |  |  |  |  |  |                                  |
|                          | Gustav I. Vasa                   |  |                     |                              |  |  |  |  |  |  |  |                                  |
|                          |                                  |  |                     |                              |  |  |  |  |  |  |  |                                  |
|                          |                                  |  |                     | Cecilia Månsdotter           |  |  |  |  |  |  |  |                                  |
|                          |                                  |  |                     |                              |  |  |  |  |  |  |  |                                  |
|                          | Karel IX. Švédský                |  |                     |                              |  |  |  |  |  |  |  |                                  |
|                          |                                  |  |                     |                              |  |  |  |  |  |  |  |                                  |
|                          |                                  |  |                     | Erik Abrahamsson             |  |  |  |  |  |  |  |                                  |
|                          |                                  |  |                     |                              |  |  |  |  |  |  |  |                                  |
|                          | Markéta Eriksdotter Leijonhufvud |  |                     |                              |  |  |  |  |  |  |  |                                  |
|                          |                                  |  |                     |                              |  |  |  |  |  |  |  |                                  |
|                          |                                  |  |                     | Ebba Eriksdotter Vasa        |  |  |  |  |  |  |  |                                  |
|                          |                                  |  |                     |                              |  |  |  |  |  |  |  |                                  |
|                          | Kateřina Švédská                 |  |                     |                              |  |  |  |  |  |  |  |                                  |
|                          |                                  |  |                     |                              |  |  |  |  |  |  |  |                                  |
|                          |                                  |  |                     | Fridrich III. Falcký         |  |  |  |  |  |  |  |                                  |
|                          |                                  |  |                     |                              |  |  |  |  |  |  |  |                                  |
|                          | Ludvík VI. Falcký                |  |                     |                              |  |  |  |  |  |  |  |                                  |
|                          |                                  |  |                     |                              |  |  |  |  |  |  |  |                                  |
|                          |                                  |  |                     | Marie Braniborsko-Kulmbašská |  |  |  |  |  |  |  |                                  |
|                          |                                  |  |                     |                              |  |  |  |  |  |  |  |                                  |
|                          | Marie Kristýna Falcká            |  |                     |                              |  |  |  |  |  |  |  |                                  |
|                          |                                  |  |                     |                              |  |  |  |  |  |  |  |                                  |
|                          |                                  |  |                     | Filip I. Hesenský            |  |  |  |  |  |  |  |                                  |
|                          |                                  |  |                     |                              |  |  |  |  |  |  |  |                                  |
|                          | Alžběta Hesenská                 |  |                     |                              |  |  |  |  |  |  |  |                                  |
|                          |                                  |  |                     |                              |  |  |  |  |  |  |  |                                  |
|                          |                                  |  |                     | Kristýna Saská               |  |  |  |  |  |  |  |                                  |
|                          |                                  |  |                     |                              |  |  |  |  |  |  |  |                                  |